# Ganghwa-gun
Ganghwa-gun (koreanska: 강화군) är en landskommun  i staden och provinsen Incheon i den nordvästra delen av Sydkorea, 50 km väster om huvudstaden Seoul.
Den består av huvudön Ganghwado samt ett antal mindre öar, såväl bebodda som obebodda. Norr om Ganghwa-gun ligger Hanflodens mynning och på andra sidan mynningen ligger Nordkorea.
Landskommunens huvudort är köpingen Ganghwa-eup på Ganghwado med cirka 23 000 invånare. På Ganghwodo ligger även socknarna:
Bureun-myeon,
Gilsang-myeon,
Hajeom-myeon,
Hwado-myeon,
Naega-myeon,
Seonwon-myeon,
Songhae-myeon,
Yangdo-myeon och
Yangsa-myeon.
Övriga öar i Ganghwa-gun tillhör socknarna Gyodong-myeon, Samsan-myeon eller Seodo-myeon.